# Marcus Krüger
Marcus Krüger (* 27. května 1990, Stockholm) je švédský hokejový útočník momentálně hrající v týmu Djurgårdens, který je jeho mateřským klubem. Přešel sem ze švýcarského klubu ZSC Lions, kde strávil předchozí tři sezony. V severoamerické lize (NHL) vyhrál v letech 2013 a 2015 Stanley Cup s klubem Chicago Blackhawks.

## Hráčská kariéra

### Amatérská a juniorská kariéra
Jeho mateřským klubem ve Švédsku je Djurgårdens, kde působil od sezony 2006-2007. V sezoně 2008-09 si v 18 letech poprvé zahrál švédskou nejvyšší soutěž, ale většinu roku ještě strávil mezi juniory.

### Profesionální kariéra
Ve vstupním draftu NHL v roce 2009 si ho vybralo Chicago v 5. kole (celkově jako 149. hráče), ale Krüger zůstal ještě 2 následující sezony v Elitserien. V sezoně 2009-10 odehrál 38 utkání a nasbíral 31 bodů (11+20). Dělil se o 2. místo v klubové produktivitě a byl nejproduktivnější v Elitserien z hráčů juniorského věku. Byl nominován na nováčka roku Elitserien. V playoff pomohl 10 body v 16 utkáních týmu až do finále, ale Djurgardens nestačil na HV71. V další sezoně byl již nejproduktivnějším hráčem svého týmu, když v 52 utkání nasbíral 35 bodů (6+29). V playoff nastoupil jen ke 3 utkáním ze 7 kvůli zranění a jeho tým vypadl v 1. kole.
Krátce po vyřazení z playoff Krügera povolali Blackhawks za oceán, kde potřebovali nahradit zraněného Bollanda. K prvnímu utkání NHL nastoupil proti Floridě 23. března 2011. Pak přidal dalších 6 utkání základní části, ale v nebodoval. V playoff pak odehrál dalších 5 utkání a přidal 1 asistenci.
V následující sezoně byl stále brán jako nováček, protože v předchozí sezoně odehrál malý počet utkání NHL. Celkem během roku nastřílel 9 branek a celkem nasbíral 26 bodů v 71 utkáních (o zbylá ho připravilo zranění). Mezi nováčky v NHL byl na 8. místě v +/- statistice s + 11 body a ve vyhraných vhazováních byl dokonce 4. V playoff v 6 zápasech proti Phoenixu nebodoval a Chicago vypadlo v prvním kole.
Kvůli výluce zahájil sezonu v Rockfordu, kde odehrál 34 zápasů s 22 body (8+14). Po skončení výluky se přesunul do Chicaga, kde hrál na pozici 4. centra a společně s Frolíkem vytvořili elitní dvojici útočníků na oslabení. Jejich zásluhou Blackhawks dokázali přestát většinu svých vyloučení bez inkasovaného gólu a jejich důležitost se ukázala především v playoff. V základní části nasbíral 13 bodů (4+9) v 47 zápasech. Na cestě Blackhawks za Stanley Cupem nasbíral pak 5 bodů (3+2) v 23 zápasech. Během letní přestávky se 12. července 2013 domluvil s Blackhawks na prodloužení smlouvy o 2 roky s ročním cap hitem 1,325 milionu dolarů.
V sezoně 2013-2014 nasbíral 28 bodů (8+20) v 81 zápasech, kromě gólů vše jeho osobní maxima. Oproti předchozí sezoně se velmi zlepšil ve vhazování, když vyhrál 56,7% vhazování, což byl 7. nejlepší výkon v NHL. V playoff přidal při cestě Blackhawks do finále konference 4 body (1+3) v 19 zápasech. Měl nejvyšší úspěšnost na vhazování z hráčů Blackhawks (54,7%).
V sezoně 2014-15 odehrál nejvíce minut v oslabení z útočníků Blackhawks (180 minut). Byl 2. v týmu v úspěšnosti na vhazování (53,3%). V 81 zápasech nasbíral 17 bodů (7+10). V playoff odehrál všech 23 zápasů, ve kterých si připsal 4 body. Rozhodl gólem 2. utkání finále konference proti [Anaheim Ducks|Anaheimu] ve 3. prodloužení a nakonec se mohl radovat ze svého druhého Stanley Cupu. Před novou sezonou, 11. září 2015, uzavřel roční smlouvu za 1,5 milionu dolarů.
V sezoně 2015-16 nevstřelil gól a ve 41 zápasech si připsal jen 4 asistence. Kvůli zranění levého zápěstí musel vynechat polovinu utkání (od 18. 12. 2015 do 25. 3. 2016). I přes tuto absenci byl 3. v týmu v počtu vyhraných vhazování (233). Krátce před návratem po zranění prodloužil s Blackhawks 8. března 2016 smlouvu o 3 roky s cap hitem 3,083 milionu dolarů. V 7 utkáních 1. kola playoff proti St. Louis si připsal 1 asistenci.
V sezoně 2016-17 se jeho produktivita zlepšila, když nasbíral 17 bodů (5+12) v 70 zápasech. Kvůli zranění vynechal v lednu 11 utkání. V zápase 19. února 2017 v Buffalu zaznamenal svůj 100. bod v NHL. V playoff si pak připsal 1 asistenci při hladkém vyřazení v 1. kole od Nashvillu.

### Sezona 2017–2018
Před rozšiřovacím draftem se spekulovalo, že si Vegas vybere právě jeho, ale nakonec si od Chicaga vybrali obránce van Riemsdyka. Do Vegas ale nakonec putoval 2. července 2017 za budoucí vyrovnání, ale Golden Knights ho obratem 4. července vyměnili do Caroliny za 5. kolo draftu NHL 2018. Sezona v novém působišti nevyšla podle představ, když odehrál za Hurricanes 48 zápasů a připsal si 6 bodů (1+5). Na začátku února jej Carolina zapsala na listinu volných hráčů, ale žádný tým si jej nevybral a tak zbytek sezony dohrál v AHL, kde v 19 utkáních za Charlotte nasbíral 8 bodů (4+4). Po sezoně byl 3. května 2018 vyměněn s 3. kolem draftu NHL 2018 do Arizony za útočníka Jordana Martinooka a 4. kolo draftu NHL 2018. Po této výměně proběhla médii zpráva, že uplynulou sezonu měl problémy s kýlou, jejíž operaci po sezoně postoupil a do další sezony by měl být v pořádku.

### Sezona 2018–2019
Za Arizonu ovšem stejně jako za Vegas nenastoupil ani k jednomu zápasu, protože jej Coyotes poslali do Chicaga společně s MacKenziem Entwistlem, Jordanem Malettou, Andrew Campbellem a 5. kolem draftu NHL 2019 za Mariána Hossu, Vinnieho Hinostrozu, Jordana Oesterleho a 3. kolo draftu NHL 2019.

## Reprezentační kariéra
Na Mistrovství světa juniorů 2010 pomohl 6 asistencemi Švédům k bronzovým medailím. O rok později již mezi dospělými pomohl 3 body (2+1) v 9 zápasech Švédsku ke stříbrným medailím. S 10 trestnými minutami se dělil o 1. místo v této kategorii v týmu. O rok později nasbíral dokonce 5 bodů (3+2) v 8 zápasech, ale ve čtvrtfinále vypadlo Švédsko s Českem. Na ZOH 2014 v Soči získal se Švédskem stříbrnou medaili. V roce 2016 reprezentoval Švédsko na Světovém poháru. V roce 2017 mohl po rychlém vyřazení z playoff je na Mistrovství světa, kde se Švédskem získal mistrovský titul, ke kterému přispěl 3 asistencemi.

## Klubové statistiky
| Sezona     | Klub                | Soutěž     | Základní část | Základní část | Základní část | Základní část | Základní část | Play off | Play off | Play off | Play off | Play off |
| Sezona     | Klub                | Soutěž     | Z             | G             | A             | B             | TM            | Z        | G        | A        | B        | TM       |
| ---------- | ------------------- | ---------- | ------------- | ------------- | ------------- | ------------- | ------------- | -------- | -------- | -------- | -------- | -------- |
| 2007–08    | Djurgårdens IF      | U20        | 22            | 3             | 13            | 16            | 16            | 7        | 5        | 3        | 8        | 0        |
| 2008–09    | Djurgårdens IF      | SEL        | 15            | 2             | 2             | 4             | 2             | —        | —        | —        | —        | —        |
| 2008–09    | Djurgårdens IF      | U20        | 34            | 9             | 30            | 39            | 24            | 6        | 1        | 5        | 6        | 2        |
| 2009–10    | Djurgårdens IF      | SEL        | 38            | 11            | 20            | 31            | 14            | 16       | 3        | 7        | 10       | 6        |
| 2010–11    | Djurgårdens IF      | SEL        | 52            | 6             | 29            | 35            | 52            | 3        | 0        | 1        | 1        | 0        |
| 2010–11    | Chicago Blackhawks  | NHL        | 7             | 0             | 0             | 0             | 4             | 5        | 0        | 1        | 1        | 0        |
| 2011–12    | Chicago Blackhawks  | NHL        | 71            | 9             | 17            | 26            | 22            | 6        | 0        | 0        | 0        | 0        |
| 2012–13    | Rockford IceHogs    | AHL        | 34            | 8             | 14            | 22            | 24            | —        | —        | —        | —        | —        |
| 2012–13    | Chicago Blackhawks  | NHL        | 47            | 4             | 9             | 13            | 24            | 23       | 3        | 2        | 5        | 2        |
| 2013–14    | Chicago Blackhawks  | NHL        | 81            | 8             | 20            | 28            | 36            | 19       | 1        | 3        | 4        | 6        |
| 2014–15    | Chicago Blackhawks  | NHL        | 81            | 7             | 10            | 17            | 32            | 23       | 2        | 2        | 4        | 4        |
| 2015–16    | Chicago Blackhawks  | NHL        | 41            | 0             | 4             | 4             | 24            | 7        | 0        | 1        | 1        | 0        |
| 2016–17    | Chicago Blackhawks  | NHL        | 70            | 5             | 12            | 17            | 34            | 4        | 0        | 1        | 1        | 2        |
| 2017–18    | Carolina Hurricanes | NHL        | 48            | 1             | 5             | 6             | 28            | —        | —        | —        | —        | —        |
| 2017–18    | Charlotte Checkers  | AHL        | 19            | 4             | 4             | 8             | 14            | —        | —        | —        | —        | —        |
| 2018–19    | Chicago Blackhawks  | NHL        | 74            | 4             | 8             | 12            | 30            | —        | —        | —        | —        | —        |
| 2019–20    | ZSC Lions           | NLA        | 34            | 8             | 11            | 19            | 18            | —        | —        | —        | —        | —        |
| 2020–21    | ZSC Lions           | NLA        | 41            | 9             | 14            | 23            | 24            | 5        | 0        | 2        | 2        | 0        |
| 2021–22    | ZSC Lions           | NLA        | 45            | 8             | 19            | 27            | 28            | 13       | 3        | 3        | 6        | 8        |
| 2022–23    | Djurgårdens IF      | Swe-1      | 50            | 12            | 37            | 49            | 36            | 17       | 5        | 11       | 16       | 6        |
| 2023–24    | Djurgårdens IF      | Swe-1      |               |               |               |               |               |          |          |          |          |          |
| NHL celkem | NHL celkem          | NHL celkem | 520           | 38            | 85            | 123           | 234           | 87       | 6        | 10       | 16       | 14       |
| SHL celkem | SHL celkem          | SHL celkem | 105           | 19            | 51            | 70            | 68            | 19       | 3        | 8        | 11       | 6        |

### Reprezentační statistiky
| 2010            | Švédsko 20      | MSJ             | 6  | 0 | 6 | 6  | 2  |
| 2011            | Švédsko         | MS              | 9  | 2 | 1 | 3  | 10 |
| 2012            | Švédsko         | MS              | 8  | 3 | 2 | 5  | 6  |
| 2014            | Švédsko         | ZOH             | 6  | 0 | 0 | 0  | 4  |
| 2016            | Švédsko         | SP              | 4  | 0 | 0 | 0  | 0  |
| 2017            | Švédsko         | MS              | 10 | 0 | 3 | 3  | 6  |
| 2019            | Švédsko         | MS              | 8  | 2 | 1 | 3  | 2  |
| 2022            | Švédsko         | ZOH             | 5  | 0 | 0 | 0  | 0  |
| Junioři celkově | Junioři celkově | Junioři celkově | 6  | 0 | 6 | 6  | 2  |
| Senioři celkem  | Senioři celkem  | Senioři celkem  | 50 | 7 | 7 | 14 | 28 |